# Nosotros (telenovela)
Nosotros é uma telenovela argentina produzida pela Agustín Alezzo e exibida pelo Canal 13 entre setembro de 1975 e março de 1976.

## Elenco
- Federico Luppi
- Norma Aleandro
- Graciela Alfano
- Haydée Padilla
- Augusto Larreta
- Pepe Soriano